# 上水紀律部隊宿舍
上水紀律部隊宿舍（英語：Sheung Shui Disciplined Services Quarters，原名為「粉嶺28A區部門宿舍」）是香港一個紀律部隊宿舍，位於新界上水保榮路9號，當中C座由均利建築承建，早於1989年動工，1991年完工；而後期興建的A及B座由有利集團承建，於1999年動工，2001年10月完工。

## 歷史
此宿舍的興建與落馬洲管制站啟用息息相關。為了方便在落馬洲上班的入境事務處及海關人員，政府於1989年申請在現址興建紀律部隊宿舍。但是，當時只興建了C座宿舍，於1991年入伙。
及後，由於各港深陸路口岸的過境交通越趨頻繁，加上相關部門的主任級宿舍供不應求，政府決定重啟此宿舍A及B座的興建工程，於1998年獲臨時立法會通過，三年後落成。

## 樓宇
此宿舍共設三座高16或26層的住宅大廈，共提供293個單位。其中，較早落成的C座主要提供G-H級單位予員佐級人員；而A及B座由於單位面積較大（主要為D級單位，另有兩個更大的B級單位，面積一般超過1,000平方英呎），只會編配予主任（等同警察督察級）或助理監督級人員。
雖然宿舍最初只供入境事務處或海關人員入住，但目前亦開放予警察申請。
| 樓宇名稱（座號） | 門牌號碼  | 落成年份 | 層數 | 承建商   |
| ---------------- | --------- | -------- | ---- | -------- |
| A座              | 保榮路9號 | 2001     | 26   | 有利集團 |
| B座              | 保榮路9號 | 2001     | 26   | 有利集團 |
| C座              | 保榮路9號 | 1991     | 16   | 均利建築 |

### 設施
- 停車場（88個車位）
- 兒童遊樂場
- 小型會所
- 管理處[3]

### 交付標準（A及B座）
- 大堂

A及B座採用花崗岩磚鋪設牆壁，與同期落成的私人住宅標準一致。
- 大門

全部單位大門均有鐵閘。
- 廚房

廚房設備包括廚櫃、熱水爐。由於此宿舍A及B座單位全部均為D級或以上的大單位，所有單位住戶均合資格附送煮食爐及雪櫃。
- 浴室

除必要設備外，所有單位浴室均附熱水爐。
- 睡房

睡房設備包括衣櫃，並附設防潮管。
- 其他

由於噪音污染較嚴重，部分單位需附設冷氣機；但是，在宿舍A及B座落成時，所有單位都已裝設。

## 事件
- 2009年，審計署報告書批評建築署在興建此宿舍A及B座時，採用過於豪華的交付標準，包括在不受噪音影響的單位安裝冷氣機、將大堂設計升級等。[6]

## 鄰近地方
- 上水已婚警察宿舍
- 港鐵上水站
- 太平邨
- 彩園邨
- 清河邨

## 資料來源
1. ↑  .   [2020-09-01]. （原始内容存档于2022-04-13）.
2. ↑  .   [2020-09-01]. （原始内容存档于2021-06-15）.
3. 1 2 3  .   [2020-09-01]. （原始内容存档于2021-06-15）.
4. ↑  . 成報. 2017-05-10  [2020-09-01]. （原始内容存档于2021-06-16）.
5. 1 2 3 4 5 6   (PDF).   [2020-09-01]. （原始内容存档 (PDF)于2017-07-22）.
6. ↑  . 東方日報. 2009-12-07  [2020-09-01]. （原始内容存档于2021-06-25）.